# Luisa Muhr
Luisa Muhr (* um 1992) ist eine österreichische Vokalistin und Multimedia-/interdisziplinäre Künstlerin, die in New York lebt und arbeitet.

## Leben und Wirken
Muhr, die aus dem niederösterreichischen Berndorf stammt, trat seit dem Alter von neun Jahren in der Jugendtheatergruppe Pottenstein auf, mit der sie Musicals aufführte. Bis zum 18. Lebensjahr spielte und sang sie dort in verschiedenen Rollen und wirkte auch bei der Komposition und der Regie mit. Mit 14 Jahren begann sie, privaten Gesangsunterricht zu nehmen. Sie maturierte an der Walz, Wiener Lernzentrum. Mit 19 Jahren zog sie nach Montreal, wo sie in die Klezmerszene eintauchte und an der Concordia University studierte.
Seit 2013 lebt Muhr in New York City. Dort gehört sie zu den Bands PlayField mit Daniel Carter, Aron Namenwirth, Ayumi Ishito, Eric Plaks, Zachary Swanson, Yutaka Takahashi, Jon Panikkar (Magic Heart, 577 Records) und Dilate Ensemble mit Carole Kim, Gloria Damijan, Jon Raskin und Scott L. Miller. Bei Roulette Intermedium fand 2021 die Uraufführung ihres interdisziplinären Stücks Babəl statt.
2024 erschien bei Boomslang Muhrs Debütalbum Teuflin / She-devil. Im Trio mit Daniel Carter und Jessica Pavone trat sie in New York auf, mit Maria Grand und Eric Arn in Wien (Album In Trialogue). Zudem arbeitete sie mit Künstlern wie Tania Chen, Iva Bittová, Kenneth Goldsmith, Shelley Hirsch, Frank London, Arturo O’Farrill, William Parker, Jenny Romaine, Peter Schumann, Sarah Weaver, John Zorn und über den Constellation Chor, dem sie angehörte, mit Claire Chase, Sarah Hennies, Ashley Fure und den New York Philharmonic.